# Бой при Корнуде
Бой при Корнуде (ит. Battaglia di Cornuda) 8-9 мая 1848 года произошёл во время Первой войны за объединение Италии. Это было первое сражение, которое велось от имени Италии, поскольку итальянский контингент состоял исключительно из патриотов- добровольцев и регулярных солдат, которые, верные патриотическому выбору, не подчинились папскому приказу выйти из конфликта и вернуться на родину.
В марте 1848 года Папская область фактически оказалась вовлеченной в войну против Австрийской империи за независимость Италии. Папское правительство, следуя примеру великого герцога Тосканы и короля Королевства обеих Сицилий, отправило на фронт корпус регулярных солдат под командованием генерала Джованни Дурандо, вместе с группой добровольцев под командованием генерала Андреа Феррари, включая батальон Римского университета. Но 29 апреля под давлением кардиналов понтифик отказался от участия в войне объявил о выводе своих регулярных войск в папские провинции, но и папские войска, и добровольцы генерала Феррари отказались выполнить приказ папы и присоединились к войскам Пьемонта, сражающимся против Австрии.
Бой прошёл к северо-западу от Корнуды (в нынешней провинции Тревизо), в холмистой местности на правом берегу Пьяве. Первые столкновения произошли в Педероббе и Ониго, но попытки силами добровольцев остановить австрийское наступление оказались тщетными. Ближе к вечеру 8 мая была занята позиция на берегу реки Нассон, где к патриотам-добровольцам генерала Феррари присоединилась основная часть бывшей папской армии. Около 19 часов вечера австрийцам удалось переправиться на другой берег реки и захватить два холма, но вскоре они были отброшены.
Бой возобновился на следующее утро. Сразу же итальянцы оказались в затруднительном положении и вынуждены были отступить на 500 метров. Тем временем генерал Дурандо предупредил Феррари, что его войска находятся на марше и придут на помощь как можно скорее.
В ожидании подхода подкрепления Феррари послал в атаку драгун, которые были отбиты австрийцами. Около 18 часов вечера, так как Дурандо не прибыл, Феррари отступил в сторону Тревизо. Австрийцы не преследовали, а затем заняли Корнуду.